# Kombinovane oralne kontraceptivne tablete
Kombinovane oralne kontraceptivne tablete (engl. combined oral contraceptive pill - COCP), često se naziva i pilula za kontrolu porođaja ili kolokvijalno „pilula”, tip je kontrole rađanja koji je dizajniran da ga žene oralno koriste. Sastoji se od kombinacije estrogena (obično etinil estradiola) i progestogena (posebno progestina). Kada se uzima ispravno, menja se menstrualni ciklus da bi se eliminisala ovulacija i sprečila trudnoća.
Kombinovane oralne kontraceptivne tablete su prvi put odobrene za kontraceptivnu upotrebu u Sjedinjenim Državama 1960. godine, i predstavljaju veoma popularnu formu kontrole rađanja. Njih trenutno koristi više od 100 miliona žena širom sveta i skoro 12 miliona žena u Sjedinjenim Državama. Godine 2012, 16% žena u SAD uzrasta 15–44 je deklarisalo da koriste pilule za kontrolu rađanja, što čini ovaj pristup najšire zastupljenim kontraceptivnim metodom među ženama te starosne grupe. Upotreba široko varira po zemljama, uzrastu, obrazovanju, i bračnom statusu. Jedna trećina žena uzrasta 16–49 u Ujedinjenom Kraljevstru trenutno koristi bilo kombinovanu tabletu ili samo progestogen, u poređenju sa manje od 3% žena u Japanu.
Dve forme kombinovanih oralnih kontraceptiva su na spisaku esencijalnih lekova Svetske zdravstvene organizacije, najvažnijih lekova potrebnih u osnovnom zdravstvenom sistemu. Ove tablete su bile katalizator seksualne revolucije.

## Delovanje
Pod uticajem hormona hipofize i hipotalamusa, svakog meseca u jajnicima žene rastu folikule. Kod redovnih menstruacijskih ciklusa iz najveće folikule oslobađa se jajna ćelija. Taj proces zove se ovulacija i obično se događa svakog meseca između 12. i 14. dana ciklusa. Ako žena u to vreme ima polni odnos, može ostati trudna.
Kontracepcijska tableta ima tri moguća delovanja:
- 1. Deluje tako da sprečava rast folikula, njihovo prskanje i oslobađanje jajne ćelije iz folikula. Time se sprečava ovulacija. Žena je privremeno sterilna (nepolodna). Uspešnost kontracepcijske pilule u sprečavanju odvijanja ovulacije je oko 80%.[16]
- 2. Drugi način delovanja kontracepcijske pilule je sprečavanje spermatozoida, da dođu do jajne ćelije u slučaju, da je ipak došlo do ovulacije. Time se sprečava začeće.
- 3. Ako je došlo do ovulacije i začeća uprkos kontracepciji, začećem nastalo zametak putuje kroz jajovode do maternice, gde se ugnezdi i dalje razvija. Tableta sprečava zametku, da se ugnezdi i dođe do maternice što dovodi do pobačaja i zametak umire i izbacuje se iz ženinog tela. Kontracepcijske pilule „za jutro posle” deluju najčešće na ovaj treći način, kao abortivno sredstvo. U 1% slučajeva, događa se, da kontracepcijska tableta nije delovala ni u jednom od ova tri slučaja pa dolazi do trudnoće.

## Istorija
Kroz istoriju postajale su četiri generacije kontracepcijskih tableta:
- Pilule prve generacije imale su velike nivoe estrogena i progesterona. Delotvornost je bila manja nego danas. U velikom postotku uzrokovale su stvaranje krvnih ugrušaka kod žena i smrtne slučajeve. Prva kontracepcijska tableta bila je Enovid 10. Nastala je 1960. godine.
- Druga generacija tableta bila je sa smanjenom dozom estrogena. Umesto dotadašnjeg progesterona koristio se levonorgestrel. Više nije bilo toliko krvnih ugrušaka, ali su se pojavile druge nuspojave poput povećanja telesne težine, povećanja nivoa holesterola u krvi, stvaranja akni i pojačane dlakavosti.[17]
- Treća generacija kontracepcijskih tableta pojavila se 80-ih godina prošlog veka i sadržala je drukčiju vrstu progesterona, koji je trebao da spreči pojavu akni i pojačane dlakavosti. Međutim, s njima se javio stari i od pojačane dlakavosti i akni mnogo opasniji problem, a to je pojačano zgrušavanje krvi.[18]
- Četvrta generacija kontracepcijskih tableta sadrži progesteronske hormone drospirenon i etinilestradiol. Poznato je da ujedno leče simptome predmenstrualnog sindroma (PMS), akne, ne izazivaju pojačanu dlakavost, debljanje.[18] Rizik od stvaranja krvnih ugrušaka novijih generacija kontraceptiva treće i četvrte generacije dvostruko je veći nego kod starijih tableta.[19]

Upotreba i prodaja kontracepcijskih tableta bile su zabranjene u SAD do 1965. godine. Estel Grisvold bila je izvršna predsednica udruženja za kontrolu rađanja „Planned Parenthood League of Connecticut”. Zajedno s dr. C. Li Bakstonom otvorila je kliniku za kontrolu rađanja u američkoj saveznoj državi Konektikat. Uhapšene su i kažnjene zbog prodavanja kontracepcijskih tableta, što je tada bilo zabranjeno u Konektitatu. Pokrenule su sudski proces za ukidanje postojećeg zakona. Sudski proces je s nižih sudova došao sve do američkog Vrhovnog suda, koji je 7. juna 1965. godine poništio dotadašnji zakon, što je dovelo do dopuštanja prodaje i korištenja kontracepcijskih tableta.
Američki naučnik Alfred Kinsi izjavio je, da najviše pobačaja ima među populacijom koja najviše koristi kontracepciju.

## Sigurnosne mere
Lekari pre uzimanja oralne hormonalne kontracepcije, uz ginekološki pregled, kao nužnost ističu i ultrazvučni pregled dojki, PAPA test i laboratorijske pretrage kojima se utvrđuju status krvne slike, šećer i masnoće u krvi, jetrene probe, rad mokraćnog sistema i bubrega te koagulogram. Kako oralni kontraceptivi utiču na procese koagulacije i metabolizam masnoća, ti se parametri trebaju redovno kontrolisati svakih šest meseci do najviše godinu dana.
Postoje četiri kategorije „mera opreza” za primenu oralne hormonske kontracepcije. U četvrtoj kategoriji dijagnoza, oralne se kontracepcijske tablete ne bi smele davati. Treću kategoriju čine stanja kod kojih lekar može prepisati hormonsku kontracepciju uz veliki oprez te pomno praćenje neželjenih učinaka. Drugu kategoriju čine stanja kod kojih prednost davanja oralne hormonske kontracepcije nadmašuju teoretske ili dokazane nedostatke te terapije te se ona najčešće može davati bez ograničenja. Prvoj kategoriji pripadaju stanja koja u osnovi nisu povezana s metabolizmom hormonsko-kontraceptivnih sastojaka, pa nema ograničenja za uporabu hormonske kontracepcije.

## Nuspojave
Žene koje uzimaju kontracepcijske tablete imaju povećani rizik od upale vagine, srčanih i moždanih udara, raka dojke, upala vena s ugrušcima, slabljenja imuniteta. Kontracepcijska tableta može dovesti do oko 150 različitih hemijskih promena u telu žene.
Parlament Ujedinjenog Kraljevstva objavio, je da je bilo preko 40 smrtnih slučajeva između 1994. i 1997. godine povezanih sa kontracepcijskim tabletama, što dakako može biti rezultat predoziranja. Nacionalni institut medicine u SAD objavio je studiju 1997. godine po kojoj postoji direktna veza između polnih bolesti i upotrebe kontracepcijskih tableta. Međutim razumljivo je da upotreba kontracepcijskih tableta ne dovodi do zaraze u odsustvu polnog odnosa sa zaraženom osobom.
Kontracepcijske tablete mogu da ometaju sistem za regulaciju u ćelijama. Ćelija je sistem međuzavisnih procesa, a promene mogu da dovedu do poremećaja i bolesti. Kontracepcijske tablete uzrokuju starenje maternice. Za svaku godinu korištenja kontracepcijskih tableta, maternica stari 2 godine. Žene koje počnu da uzimaju kontracepcijske pilule pre 25. godine imaju povećani rizik od raka grlića maternice. Trinaest godina nakon otkrića kontracepcijske pilule otkrivena je bolest fibromilagija, koja pogađa isključivo žene koje koriste kontracepcijske pilule. Simptomi su hroničan bol, reuma, artritis i brže starenje nego što je uobičajeno.
Ono što u incidentima s tromboembolijom, jednom od poznatih komplikacija uzimanja hormonskih kontraceptiva (OHK), zasad nije dovoljno objašnjeno da li se u tim slučajevima postupalo prema pravilima struke uz propisane mere opreza, ili su kontraceptivi uzimani bez elementarnih uslova za njihovo propisivanje. Drugim rečima, je li poduzeta nužna temeljita lekarska provera ličnih i porodičnih zdravstvenih rizika, koji isključuju ili dopuštaju upotrebu oralne kontracepcije. Postalo je posve jasno da ne postoji dovoljno rigorozan režim izdavanja oralne kontracepcije. U nekim su ozbiljnim ginekološkim problemima kontraceptivne tablete jedina terapija, jer regulišu mesečni ciklus, ispravljaju hormonsku neravnotežu, leče ciste iz kojih se može razviti karcinom jajnika, smanjuju teške i bolne menstruacije, mada ih mlade žene masovno uzimaju i samo zbog dermatoloških problema. Sve one bi trebale da od svojih ginekologa dobiju precizan opis mogućih rizika i njihovih simptoma.
Istraživanje Ahmeda i saradnika ukazuje na povezanost uporabe oralnih kontraceptiva i razvoja dijabetičke nefropatije.
Dok sve kontracepcijske tablete imaju veći rizik od stvaranja krvnih ugrušaka veći broj istraživanja pokazuje da je rizik kod novijih generacija kontraceptiva veći nego kod 'starijih' tableta. Evropska medicinska agencija kaže da su rizici od embolije, koji su sveukupno niski, ipak dvostruko veći za žene koje koriste pilule treće i četvrte generacije.

## Upotreba osim kontracepcije
U slučaju nekih bolesti poput ciste na jajnicima, kontracepcijske pilule mogu pomoći u lečenju. Zaustavljaju ovulaciju na nekoliko meseci pa postoji mogućnost za oporavak i time nije potreban hirurški zahvat. U to vreme poželjno je nemati polne odnose, jer oni mogu dovesti do nedelotvornosti terapije. Ako lečenje nije uspelo u roku 3-4 meseca, prekida se.

## Spoljašnje veze
|  | Molimo Vas, obratite pažnju na važno upozorenje u vezi sa temama iz oblasti medicine (zdravlja). |